# Новодар'ївка (селище)
Новодар'ївка — селище в Україні, у Довжанській міській громаді Довжанського району Луганської області. Населення становить 4534 особи (за станом на 2001 рік). До 2020 орган місцевого самоврядування — Новодар'ївська селищна рада.
Знаходиться на тимчасово окупованій території України.

## Історія
Колишні назви: ст. Ровеньки (до 1915 р.) та ст. Дар'ївка (до 1938 р.).
12 червня 2020 року, відповідно до Розпорядження Кабінету Міністрів України № 717-р «Про визначення адміністративних центрів та затвердження територій територіальних громад Луганської області», увійшло до складу Довжанської міської громади.
17 липня 2020 року, в результаті адміністративно-територіальної реформи та ліквідації колишніх Довжанського (1938—2020) та Сорокинського районів, увійшло до складу новоутвореного Довжанського району.

## Населення

### Мова
Розподіл населення за рідною мовою за даними перепису 2001 року:
| Мова            | Кількість | Відсоток |
| --------------- | --------- | -------- |
| російська       | 3579      | 78.94%   |
| українська      | 951       | 20.97%   |
| румунська       | 1         | 0.02%    |
| інші/не вказали | 3         | 0.07%    |
| Усього          | 4534      | 100%     |